# Sonate K. 542
La sonate K. 542 (F.486/L.167) en fa majeur est une œuvre pour clavier du compositeur italien Domenico Scarlatti.

## Présentation
La sonate en fa majeur K. 542, notée Allegretto, forme un couple avec la sonate suivante également en fa, dernières sonates du volume XIII du manuscrit de Venise. Les deux sonates sont en contraste par leur matériel et leur style. La K. 542, de par ses alternances majeur/mineur et des passages aux rythmes accentués, offre une construction stricte.

## Manuscrits
Le manuscrit principal est le numéro 29 du volume XIII (Ms. 9784) de Venise (1757), copié pour Maria Barbara ; les autres sont Parme XV 29 (Ms. A. G. 31420) et Vienne D 27 (VII 28011 D),.

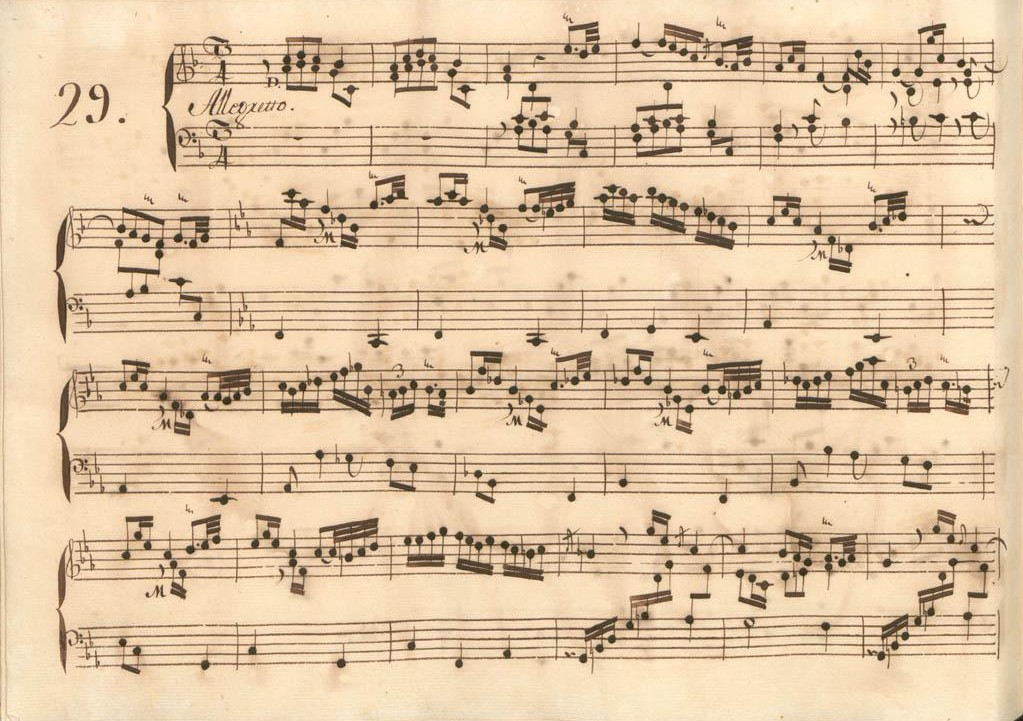
Parme XV 29.
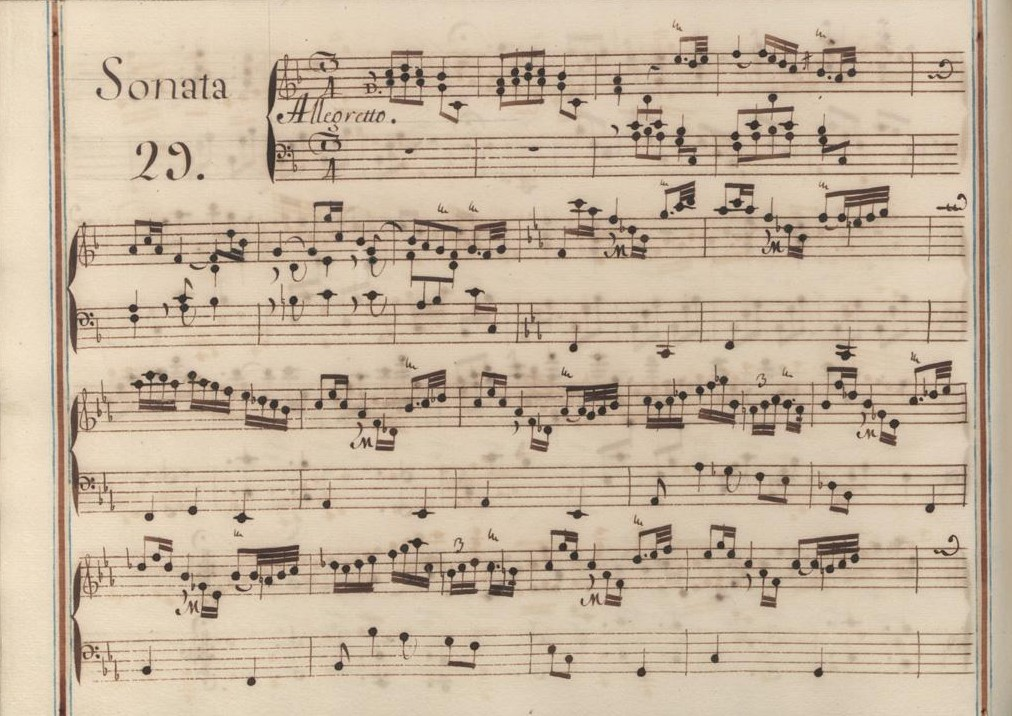
Venise XIII 29.

## Interprètes
Parmi les interprètes de la sonate K. 542 au piano, citons Konstantin Scherbakov (2000, Naxos, vol. 7), Carlo Grante (Music & Arts, vol. 5) ; au clavecin figurent — outre Scott Ross (Erato, 1985) — Richard Lester (2004, Nimbus, vol. 5), Fabio Bonizzoni (2003, Glossa) et Pieter-Jan Belder (Brilliant Classics, vol. 12).

## Sources
: document utilisé comme source pour la rédaction de cet article.
- Ralph Kirkpatrick (trad. de l'anglais par Dennis Collins), Domenico Scarlatti, Paris, Lattès, coll. « Musique et Musiciens », 1982 (1re éd. 1953 (en)), 493 p. (OCLC 954954205, BNF 34689181).
- Alain de Chambure, « Domenico Scarlatti : Intégrale des sonates — Scott Ross », p. 234, Erato (2564-62092-2), 1985 (OCLC 891183737) .
- (es) Celestino Yáñez Navarro (thèse), Nuevas aportaciones para el estudio de las sonatas de Domenico Scarlatti. Los manuscritos del Archivo de Música de las Catedrales de Zaragoza, Université autonome de Barcelone, 2016 (lire en ligne)